# Planctogystia
Planctogystia is een geslacht van vlinders uit de familie van de Houtboorders (Cossidae). De wetenschappelijke naam en de beschrijving van dit geslacht zijn voor het eerst gepubliceerd in 1990 door Johan Willem Schoorl.

## Soorten
- P. albiplagiata (Gaede, 1930)
- P. breviculus (Mabille, 1880)
- P. brunneofasciatus (Gaede, 1930)
- P. crassilineatus (Gaede, 1929)
- P. fulvosparsus (Butler, 1882)
- P. gaedei Schoorl, 1990
- P. legraini Yakovlev & Saldaitis, 2011
- P. lemur Yakovlev, 2009
- P. olsoufieffae Yakovlev, 2011
- P. parvulus (Kenrick, 1914)
- P. pavidus (Butler, 1882)
- P. sakalava (Viette, 1958)
- P. senex (Butler, 1882)